# Paso de la Arena (Argentina)

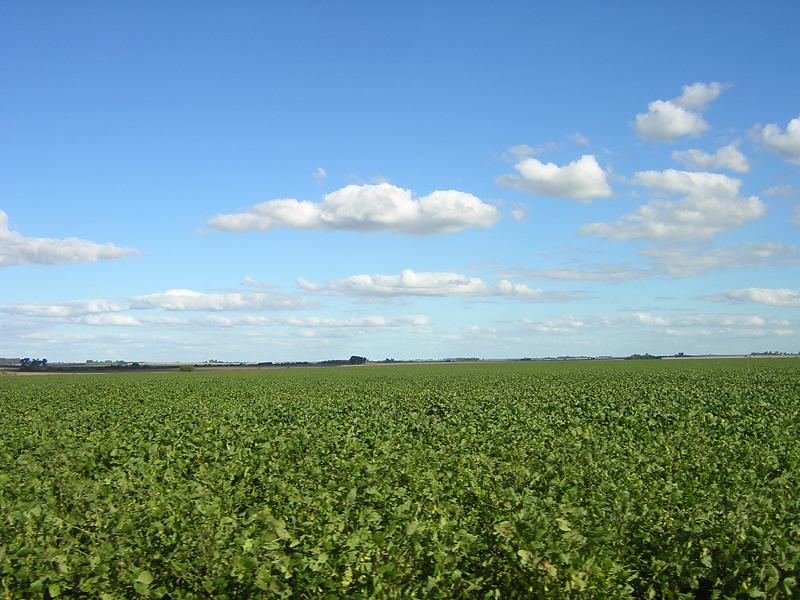
Campo de soja en Paso de la Arena.

Paso de la Arena es un paraje y centro rural de población con junta de gobierno de 3ª categoría del distrito Quebracho del departamento Paraná, en la provincia de Entre Ríos, República Argentina. Se halla a 35 km de la ciudad de Paraná, capital entrerriana. 
No fue considerada localidad en los censos de 1991 y de 2001, por lo que su población fue considerada rural dispersa. La población de la jurisdicción de la junta de gobierno era de 422 habitantes en 2001.
La junta de gobierno fue creada por decreto 323/1986 MGJE del 12 de febrero de 1986 y sus límites jurisdiccionales fueron establecidos por decreto 4645/1986 MGJE del 6 de octubre de 1986.

## Actividad económica
La principal actividad económica es la producción de cereales, como el maíz, girasol, soja, y sorgo. Se destaca además la actividad ganadera, la cría de cerdos, la avicultura y la cunicultura.

## Localizaciones en un radio de 10 km
- Arroyo Quebracho - 3,15 km
- Arroyo del Tala - 3,15 km
- Arroyo Grande - 6 km
- Estancia El Quebracho - 7,29 km
- El Ramblón - 8,05 km
- Estancia La Estrella - 8,05 km
- Arroyo Martín Grande - 8,09 km
- Aldea Reffino - 8,40 km
- Apeadero KM 146 - 8,40 km
- Arroyo Jaime - 9,64 km